# MOS Technology TED

TED pinout

7360 Text Editing Device (TED) är en integrerad krets skapad av det amerikanska bolaget MOS Technology. Det är ett grafikchip som också hanterade ljud, DRAM, intervalltimers och tangentbord. Kretsen designades för att användas i Commodores Plus/4 och 16 (116). Kretsen innesluts i en JEDEC-standard 48 pinnars DIP.

## Grafikprestanda
TED:s grafikprestanda bygger till stor del på VIC-II, och TED stöder fem grafiklägen:
- Textläge med 40×25 tecken à 8×8 pixlar
- Multicolor-text (4×8 pixlar per tecken, dubbel pixellängd i x-led)
- Utökad bakgrundsfärgsläge (8×8 pixlar per tecken)
- Multicolorgrafik 160×200 pixlar
- Högupplöst grafik 320×200 pixlar

Dessa är i stora drag oförändrade jämfört med VIC-II:s grafiklägen. Dock saknar TED det spritestöd som VIC-II har, vilket gjorde TED olämplig som spelmaskin. TED har dock en egenskap som VIC-II saknar: luminanskontroll. Femton av kretsens sexton färger (svart är undantaget) kan anges i en 8-gradig luminans, vilket gjorde att TED kunde visa mångdubbelt fler färger samtidigt än VIC-II.  Hela paletten på 121 färger visas nedan:
| kulör / luminans | 0    | 1    | 2    | 3    | 4    | 5    | 6    | 7    |
| 1 — svart        | 1,0  | 1,1  | 1,2  | 1,3  | 1,4  | 1,5  | 1,6  | 1,7  |
| 2 — vit          | 2,0  | 2,1  | 2,2  | 2,3  | 2,4  | 2,5  | 2,6  | 2,7  |
| 3 — röd          | 3,0  | 3,1  | 3,2  | 3,3  | 3,4  | 3,5  | 3,6  | 3,7  |
| 4 — cyan         | 4,0  | 4,1  | 4,2  | 4,3  | 4,4  | 4,5  | 4,6  | 4,7  |
| 5 — lila         | 5,0  | 5,1  | 5,2  | 5,3  | 5,4  | 5,5  | 5,6  | 5,7  |
| 6 — grön         | 6,0  | 6,1  | 6,2  | 6,3  | 6,4  | 6,5  | 6,6  | 6,7  |
| 7 — blå          | 7,0  | 7,1  | 7,2  | 7,3  | 7,4  | 7,5  | 7,6  | 7,7  |
| 8 — gul          | 8,0  | 8,1  | 8,2  | 8,3  | 8,4  | 8,5  | 8,6  | 8,7  |
| 9 — orange       | 9,0  | 9,1  | 9,2  | 9,3  | 9,4  | 9,5  | 9,6  | 9,7  |
| 10 — brun        | 10,0 | 10,1 | 10,2 | 10,3 | 10,4 | 10,5 | 10,6 | 10,7 |
| 11 — gulgrön     | 11,0 | 11,1 | 11,2 | 11,3 | 11,4 | 11,5 | 11,6 | 11,7 |
| 12 — rosa        | 12,0 | 12,1 | 12,2 | 12,3 | 12,4 | 12,5 | 12,6 | 12,7 |
| 13 — blågrön     | 13,0 | 13,1 | 13,2 | 13,3 | 13,4 | 13,5 | 13,6 | 13,7 |
| 14 — ljusblå     | 14,0 | 14,1 | 14,2 | 14,3 | 14,4 | 14,5 | 14,6 | 14,7 |
| 15 — mörkblå     | 15,0 | 15,1 | 15,2 | 15,3 | 15,4 | 15,5 | 15,6 | 15,7 |
| 16 — ljusgrön    | 16,0 | 16,1 | 16,2 | 16,3 | 16,4 | 16,5 | 16,6 | 16,7 |

## Ljudprestanda
TED inneåller en enkel tongenerator som producerar två stämmor. Den första stämman producerar en fyrkantsvåg och den andra kan producera antingen en fyrkantsvåg eller vitt brus. Tongeneratorn var designad för affärsmjukvara och hade inte de avancerade ljudmöjligheter som gavs med den mer berömda kretsen SID.

## Andra funktioner
TED innehåller även tre 16-bitars intervalltimers, vilka består av räkneverk som arbetar i klockhastighet. Dessa kan generera underflow IRQs. Kretsen innehåller även en I/O-port som används på Plus/4 och 16 för att läsa av tangentbord och joystick; kretsen tar även hand om bank switching vilket används av operativsystemet för att maximera mängden ledigt RAM för Commodore BASIC.